# РК Сутјеска Никшић
РК Сутјеска, црногорски је рукометни клуб из Никшића. Клуб је основан 1949. године и тренутно се такмичи у Првој лиги Црне Горе.

## Историја
Рукометни клуб Сутјеска је основан 1949. године и у почетку је играо велики рукомет, а од 1954. почиње да игра мали рукомет. 1957. се формира РК Партизан у оквиру ДТВ Партизана, који је наступао у Котору у јужној зони првенства Црне Горе, али је заузео последње место. 1958. је одржано првенство средње зоне у Никшићу, али је клуб опет заузео последње место. 1959. се није такмичио, док 1960. учествује само у Купу Црне Горе и стиже до полуфинала, где је био поражен од Обода из Цетиња. 1961. Партизан није учествовао ни у једном такмичењу, а 1962. у оквиру спортског друштва Младост Гимназије Стојан Церовић настаје РК Младост, за који су наступали сви бивши играчи Партизана. Исте године Младост учествује на првенству Црне Горе у средњој зони и заузима друго место.
1963. Младост је победила у првенству средње зоне, али на финалном првенству Црне Горе није имала запажен резултат. 1965. се по први у Црној Гори организује међузонско првенство по двокружном бод систему, а Младост ове године мења назив у РК Никшић и првенство су завршили на 4. месту. 1966. Никшић мења име у РК Сутјеска, а клуб је тада освојио прво место у јужној групи и прошао у финале републичке лиге, где је изгубио од Рудара из Пљеваља.
1969. проф. Божидар Бато Чуровић формира школу рукомета из које настаје РК Никшић који наставља традицију РК Сутјеска. Од 1970. до 1973. клуб се под вођством тренера Чуровића такмичио у републичкој лиги, а 1973/74. постаје првак Црне Горе и обезбеђује пласман у Другу савезну лигу Југославије. У првој сезони у Другој савезној лиги клуб се такмичио под именом РК Челик, али је сезону завршио на последњем 12. месту и испао у нижи ранг. 1975/76. поново постаје првак у републичкој лиги, али следеће сезоне се по други пут у Другој савезној лиги задржао само једну сезону и поново испао. Након две сезоне играња у републичкој лиги, клуб од сезоне 1979/80. игра у међурепубличкој лиги, али 1980/81. заузима последње место и испада. Наредних неколико година клуб се такмичио у републичкој лиги, а у сезони 1989/90. клуб враћа свој првобитни назив РК Сутјеска и такође пролази у Другу савезну лигу - група југ. 1990/91. Сутјеска у тој лиги заузима 9. место, а у наредној сезони 1991/92. такмичење није завршено због рата у БиХ.
У сезонама 1992/93. и 1993/94. Сутјеска наставља такмичење у Другој лиги - југ СР Југославије, такође у сезони 1993/94. пионири Сутјеске су постали прваци Југославије. 1994/95. у другој лиги завршавају на 2. месту, али у финалу плеј-офа за попуну прве лиге су поражени од Партизана из Тивта, пионири исте сезоне по други пут постају прваци Југославије. Наредне сезоне Сутјеска по први пут обезбеђује пласман у Прву савезну лигу, где остаје све до 1998/99. 1998. пионири Сутјеске су по трећи пут постали прваци Југославије. Од 1999. до 2006. Сутјеска се такмичила у Другој савезној лиги.
Након стицања независности Црне Горе 2006, од сезоне 2006/07. клуб се такмичи у Првој лиги Црне Горе, када заузима 3. место. Наредне две сезоне Сутјеска завршава на 3. месту, а у сезони 2007/08. остварује свој највећи успех освајањем Купа Црне Горе победивши у финалу Беране са 24:23. 2009/10. постиже још један значајан резултат, када је био вицепрвак иза Будућности.
Сутјеска ће у сезони 2011/12. играти у регионалној СЕХА лиги након што је РК Мојковац, који је првобитно требало да игра као првак Црне Горе, одустао од такмичења. У сезони 2012/13 Сутјеска је била трећепласирана. Треба напоменути и то да је Сутјеска учесник прве црногорске рукометне лиге од њеног оснивања и да је сваке сезоне изборила излазак на међународну сцену, одигравши тако више од 20 међународних утакмица.
Након 8 година затишја и борбе за опстанак клуба 2019. године РК Сутјеска ствара сјајну генерацију кадета која осваја Кадетску лигу, а већ наредне сезоне 2021/22 почиње да се такмичи у Првој Лиги Црне Горе. 2022/23 као и у сезони 2023/24 овај најмлађи тим у Лиги завршава такмичење у средини табеле.
У сезони 2024/25 РК Сутјеска подмлађује ову већ младу екипу и појачава jе са два старија играча. Општина Никшић поново постаје власник клуба, а управљачка и тренерска структура се допуњује новим именима.

## Успеси
- Куп Црне Горе:
  - Победник (1): 2007/08.
- Прва лига Црне Горе:
  - Други (1): 2009/10.
  - Трећи (4): 2006/07., 2007/08., 2008/09., 2010/11.

## Познати бивши играчи
Ален Муратовић Црна Гора
Иван Никчевић Црна Гора
Раде Мијатовић Црна Гора
Слободан Николић Црна Гора
Миле Мијушковић Црна Гора
Владимир Осмајић Црна Гора
Горан Ласица Црна Гора
Марко Ласица Црна Гора

## Састав у сезони 2011/12.
| Бр. | Име                | Националност | Позиција |
| -   | Марко Рајковић     | Црна Гора    | голман   |
| -   | Зоран Јоцовић      | Црна Гора    | голман   |
| -   | Бојан Бојанић      | Црна Гора    | голман   |
| -   | Богдан Николић     | Црна Гора    | бек      |
| -   | Душко Трифуновић   | Црна Гора    | бек      |
| -   | Илија Вучковић     | Црна Гора    | бек      |
| -   | Миодраг Ашанин     | Црна Гора    | бек      |
| -   | Радивоје Ђођић     | Црна Гора    | бек      |
| -   | Срђан Никитовић    | Црна Гора    | бек      |
| -   | Владислав Булајић  | Црна Гора    | бек      |
| -   | Борис Шекарић      | Црна Гора    | крило    |
| -   | Филип Блечић       | Црна Гора    | крило    |
| -   | Милош Вујовић      | Црна Гора    | крило    |
| -   | Мирко Мајић        | Црна Гора    | крило    |
| -   | Ристо Благојевић   | Црна Гора    | крило    |
| -   | Вук Калуђеровић    | Црна Гора    | крило    |
| -   | Стефан Чизмовић    | Црна Гора    | пивот    |
| -   | Владимир Радуловић | Црна Гора    | пивот    |
| --- | ------------------ | ------------ | -------- |